# Sigríður Einarsdóttir
Sigríður Einarsdóttir, född 1831, död 1915, var en isländsk feminist.
Hon grundade flickskolan Vinaminn i Reykjavík som startade 1891 men fungerade bara en vinter, med 15 skolflickor. Det var en av Islands första skolor för flickor. Sigríður deltog i nationella och internationella hantverksutställningar och visade isländskt hantverk och silver och handlade med isländska föremål. Hon höll föredrag om Island och isländska kvinnors dåliga levnadsvillkor. Sigríður erhöll två silverkedjor som pris på en utställning i Chicago. 